# Ałan Dzampajew
Ałan Elbrusowicz Dzampajew (ros. Алан Эльбрусович Дзампаев; ur. 12 września 1987) – rosyjski zapaśnik startujący w stylu wolnym. Czwarty w Pucharze Świata w 2009. Drugi w mistrzostwach Rosji w 2012 i trzeci w 2008 roku.